# Landesregierung Hákun Djurhuus

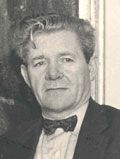
Hákun Djurhuus

Die Landesregierung mit Hákun Djurhuus als Ministerpräsident an der Spitze war die fünfte Regierung der Färöer nach Erlangung der inneren Selbstverwaltung (heimastýri) im Jahr 1948. 

## Regierung
Die Regierung bestand vom 4. Januar 1963 bis 12. Januar 1967. Es war eine Koalition aus Fólkaflokkurin, Tjóðveldisflokkurin und Sjálvstýrisflokkurin, die zusätzlich im Parlament vom Framburðsflokkurin gestützt wurde. 
Hákun Djurhuus vom Fólkaflokkurin führte als Ministerpräsident die Regierung an.
Dazu war er noch Minister für Auswärtiges, Gesundheit und Verkehr. 
Niels Winther Poulsen vom Sjálvstýrisflokkurin war stellvertretender Ministerpräsident sowie Minister für Kommunales, Kultur und Bildung. 
Erlendur Patursson vom Tjóðveldisflokkurin war Minister für Finanzen, Fischerei und Justiz und Karsten Hoydal vom Tjóðveldisflokkurin war Minister für Industrie und Landwirtschaft. 
Weil alle drei Koalitionsparteien entweder eine vollständige Selbstverwaltung bis hin zur Loslösung von Dänemark bzw. eine tiefgehende Selbstverwaltung anstrebten, wurde diese Regierungskoalition auch Selbstverwaltungsregierung genannt. Es war die erste färöische Regierung, die vier Minister mit festen Aufgabenbereichen zählte. 

## Mitglieder
Mitglieder der Landesregierung Hákun Djurhuus vom 4. Januar 1963 bis 12. Januar 1967:
| Aufgabenbereich                                                  | Minister              | Minister | Partei                   |
| ---------------------------------------------------------------- | --------------------- | -------- | ------------------------ |
| Ministerpräsident (Løgmaður) Auswärtiges, Gesundheit und Verkehr | Hákun Djurhuus        |          | A - Fólkaflokkurin       |
| Stellvertr. Ministerpräsident Finanzen, Fischerei und Justiz     | Niels Winther Poulsen |          | D - Sjálvstýrisflokkurin |
| Kommunales, Kultur u. Bildung                                    | Erlendur Patursson    |          | E - Tjóðveldisflokkurin  |
| Industrie u. Landwirtschaft                                      | Karsten Hoydal        |          | E - Tjóðveldisflokkurin  |